# Élections municipales de 2013 dans Le Val-Saint-François
Pour un article plus général, voir Élections municipales de 2013 en Estrie.
Cet article concerne les élections municipales de 2013 en Estrie dans la municipalité régionale de comté de Le Val-Saint-François.

## Bonsecours
| Candidats pour la mairie       | Vote | %     |
| ------------------------------ | ---- | ----- |
| Cécile Laliberté (Sortante)    | 184  | 55,09 |
| Maxime Leclerc                 | 150  | 44,91 |
| Taux de participation : 65,9 % |      |       |

| Candidats conseiller #1 | Vote            | %               |
| ----------------------- | --------------- | --------------- |
| Paul Berthelette        | Sans opposition | Sans opposition |

| Candidats conseiller #2 | Vote | %     |
| ----------------------- | ---- | ----- |
| Bastien Lefebvre        | 228  | 69,30 |
| Geneviève Beaudet       | 101  | 30,70 |

| Candidats conseiller #3 | Vote            | %               |
| ----------------------- | --------------- | --------------- |
| Serge Emond (Sortant)   | Sans opposition | Sans opposition |

| Candidats conseiller #4 | Vote            | %               |
| ----------------------- | --------------- | --------------- |
| Jacques David           | Sans opposition | Sans opposition |

| Candidats conseiller #5      | Vote            | %               |
| ---------------------------- | --------------- | --------------- |
| Joan-Frances Tuck (Sortante) | Sans opposition | Sans opposition |

| Candidats conseiller #6  | Vote            | %               |
| ------------------------ | --------------- | --------------- |
| Jean Tétreault (Sortant) | Sans opposition | Sans opposition |

## Cleveland
| Candidats pour la mairie | Vote            | %               |
| ------------------------ | --------------- | --------------- |
| Herman Herbers           | Sans opposition | Sans opposition |

| Candidats district #1 | Vote            | %               |
| --------------------- | --------------- | --------------- |
| David Crack (Sortant) | Sans opposition | Sans opposition |

| Candidats district #2          | Vote | %     |
| ------------------------------ | ---- | ----- |
| Gerald Badger                  | 68   | 55,28 |
| Jean-Claude Durocher (Sortant) | 55   | 44,72 |

| Candidats district #3 | Vote            | %               |
| --------------------- | --------------- | --------------- |
| Éric Courteau         | Sans opposition | Sans opposition |

| Candidats district #4       | Vote            | %               |
| --------------------------- | --------------- | --------------- |
| Johnny Vander Wal (Sortant) | Sans opposition | Sans opposition |

| Candidats district #5      | Vote | %     |
| -------------------------- | ---- | ----- |
| Sylvie Giroux              | 94   | 77,05 |
| Henri Schroeders (Sortant) | 28   | 22,95 |

| Candidats district #6    | Vote            | %               |
| ------------------------ | --------------- | --------------- |
| Claude Gendron (Sortant) | Sans opposition | Sans opposition |

## Kingsbury
| Candidats pour la mairie       | Vote | %     |
| ------------------------------ | ---- | ----- |
| Pierre-Luc Gagnon              | 55   | 70,51 |
| Jean Dandurand (Sortant)       | 23   | 29,49 |
| Taux de participation : 69,3 % |      |       |

| Candidats conseiller #1 | Vote            | %               |
| ----------------------- | --------------- | --------------- |
| Yves Doiron (Sortant)   | Sans opposition | Sans opposition |

| Candidats conseiller #2 | Vote            | %               |
| ----------------------- | --------------- | --------------- |
| Jean-Jacques Rousseau   | Sans opposition | Sans opposition |

| Candidats conseiller #3 | Vote            | %               |
| ----------------------- | --------------- | --------------- |
| Rachelle Houle          | Sans opposition | Sans opposition |

| Candidats conseiller #4   | Vote            | %               |
| ------------------------- | --------------- | --------------- |
| Michel Thibault (Sortant) | Sans opposition | Sans opposition |

| Candidats conseiller #5 | Vote            | %               |
| ----------------------- | --------------- | --------------- |
| Marc Saunier            | Sans opposition | Sans opposition |

| Candidats conseiller #6  | Vote            | %               |
| ------------------------ | --------------- | --------------- |
| Claude Mailhot (Sortant) | Sans opposition | Sans opposition |

## Lawrenceville
| Candidats pour la mairie     | Vote            | %               |
| ---------------------------- | --------------- | --------------- |
| Michel Carbonneau (Sortante) | Sans opposition | Sans opposition |

| Candidats conseiller #1 | Vote            | %               |
| ----------------------- | --------------- | --------------- |
| Johanne Dufresne        | Sans opposition | Sans opposition |

| Candidats conseiller #2 | Vote            | %               |
| ----------------------- | --------------- | --------------- |
| Éric Bossé (Sortant)    | Sans opposition | Sans opposition |

| Candidats conseiller #3  | Vote            | %               |
| ------------------------ | --------------- | --------------- |
| Claude Jeanson (Sortant) | Sans opposition | Sans opposition |

| Candidats conseiller #4 | Vote            | %               |
| ----------------------- | --------------- | --------------- |
| Aline Alain             | Sans opposition | Sans opposition |

| Candidats conseiller #5 | Vote            | %               |
| ----------------------- | --------------- | --------------- |
| Derek Grilli (Sortant)  | Sans opposition | Sans opposition |

| Candidats conseiller #6 | Vote | % |
| ----------------------- | ---- | - |
| Aucune candidature      |      |   |

## Maricourt
| Candidats pour la mairie       | Vote | %     |
| ------------------------------ | ---- | ----- |
| Robert Ledoux                  | 109  | 53,69 |
| Isabelle Plante                | 94   | 46,31 |
| Taux de participation : 53,6 % |      |       |

| Candidats conseiller #1 | Vote            | %               |
| ----------------------- | --------------- | --------------- |
| Silvie Hill (Sortante)  | Sans opposition | Sans opposition |

| Candidats conseiller #2  | Vote            | %               |
| ------------------------ | --------------- | --------------- |
| Serge Turcotte (Sortant) | Sans opposition | Sans opposition |

| Candidats conseiller #3 | Vote            | %               |
| ----------------------- | --------------- | --------------- |
| Alexandre Tessier       | Sans opposition | Sans opposition |

| Candidats conseiller #4 | Vote            | %               |
| ----------------------- | --------------- | --------------- |
| Paul Purcell (Sortant)  | Sans opposition | Sans opposition |

| Candidats conseiller #5    | Vote            | %               |
| -------------------------- | --------------- | --------------- |
| Gilles Desmarais (Sortant) | Sans opposition | Sans opposition |

| Candidats conseiller #6 | Vote            | %               |
| ----------------------- | --------------- | --------------- |
| Michael Selby           | Sans opposition | Sans opposition |

## Melbourne
| Candidats pour la mairie | Vote            | %               |
| ------------------------ | --------------- | --------------- |
| James Johnston (Sortant) | Sans opposition | Sans opposition |

| Candidats conseiller #1 | Vote            | %               |
| ----------------------- | --------------- | --------------- |
| Hilda Markis (Sortante) | Sans opposition | Sans opposition |

| Candidats conseiller #2 | Vote            | %               |
| ----------------------- | --------------- | --------------- |
| André Poirier (Sortant) | Sans opposition | Sans opposition |

| Candidats conseiller #3   | Vote            | %               |
| ------------------------- | --------------- | --------------- |
| Jeffrey Garrett (Sortant) | Sans opposition | Sans opposition |

| Candidats conseiller #4   | Vote            | %               |
| ------------------------- | --------------- | --------------- |
| Simon Langeveld (Sortant) | Sans opposition | Sans opposition |

| Candidats conseiller #5   | Vote            | %               |
| ------------------------- | --------------- | --------------- |
| Raymond Fortier (Sortant) | Sans opposition | Sans opposition |

| Candidats conseiller #6     | Vote            | %               |
| --------------------------- | --------------- | --------------- |
| Valérie Guénette (Sortante) | Sans opposition | Sans opposition |

## Racine
| Candidats pour la mairie       | Vote | %     |
| ------------------------------ | ---- | ----- |
| François Boissonneault         | 376  | 55,05 |
| René Pelletier (Sortant)       | 307  | 44,95 |
| Taux de participation : 61,6 % |      |       |

| Candidats conseiller #1 | Vote            | %               |
| ----------------------- | --------------- | --------------- |
| Robert Chabot           | Sans opposition | Sans opposition |

| Candidats conseiller #2 | Vote            | %               |
| ----------------------- | --------------- | --------------- |
| Claude Baillargeon      | Sans opposition | Sans opposition |

| Candidats conseiller #3 | Vote            | %               |
| ----------------------- | --------------- | --------------- |
| Christian Beaudry       | Sans opposition | Sans opposition |

| Candidats conseiller #4 | Vote | %     |
| ----------------------- | ---- | ----- |
| Réjean Boutin           | 428  | 65,05 |
| Guy Saint-Jacques       | 230  | 34,95 |

| Candidats conseiller #5 | Vote            | %               |
| ----------------------- | --------------- | --------------- |
| Michel Brien (Sortant)  | Sans opposition | Sans opposition |

| Candidats conseiller #6   | Vote            | %               |
| ------------------------- | --------------- | --------------- |
| Adrien Steudler (Sortant) | Sans opposition | Sans opposition |

Élection partielle pour le poste de maire et de conseiller #1 et #2 en septembre-octobre 2016.
- Nécessaire en raison de la démission du maire François Boissonneault en raison de désaccords avec les membres du conseil[1].

| Candidats pour la mairie       | Vote | %     |
| ------------------------------ | ---- | ----- |
| Serge Fontaine                 | 223  | 38,38 |
| Michel Brien                   | 204  | 35,11 |
| Keith Richardson               | 154  | 26,51 |
| Taux de participation : 51,0 % |      |       |

| Candidats conseiller #1 | Vote            | %               |
| ----------------------- | --------------- | --------------- |
| Nathalie Lemelin        | Sans opposition | Sans opposition |

| Candidats conseiller #2 | Vote | %     |
| ----------------------- | ---- | ----- |
| Lorraine Denis          | 286  | 50,89 |
| Nathalie Boisvert       | 276  | 49,11 |

## Richmond
| Candidats pour la mairie    | Vote            | %               |
| --------------------------- | --------------- | --------------- |
| Marc-André Martel (Sortant) | Sans opposition | Sans opposition |

| Candidats conseiller #1    | Vote            | %               |
| -------------------------- | --------------- | --------------- |
| Charles Mallette (Sortant) | Sans opposition | Sans opposition |

| Candidats conseiller #2 | Vote | %     |
| ----------------------- | ---- | ----- |
| Gérard Tremblay         | 100  | 46,51 |
| Richard Arsenault       | 47   | 21,86 |
| Jean-Claude Côté        | 43   | 20,00 |
| André Charest           | 25   | 11,63 |

| Candidats conseiller #3 | Vote | %     |
| ----------------------- | ---- | ----- |
| Pierre Grégoire         | 103  | 46,61 |
| Stéphanie Perreault     | 61   | 27,60 |
| Bernard Moreau          | 57   | 25,79 |

| Candidats conseiller #4 | Vote            | %               |
| ----------------------- | --------------- | --------------- |
| Guy Boutin (Sortant)    | Sans opposition | Sans opposition |

| Candidats conseiller #5 | Vote            | %               |
| ----------------------- | --------------- | --------------- |
| Céline Bourbeau         | Sans opposition | Sans opposition |

| Candidats conseiller #6      | Vote | %     |
| ---------------------------- | ---- | ----- |
| Nick Fonda                   | 77   | 55,00 |
| Clifford Lancaster (Sortant) | 63   | 45,00 |

## Saint-Claude
| Candidats pour la mairie   | Vote            | %               |
| -------------------------- | --------------- | --------------- |
| Hervé Provencher (Sortant) | Sans opposition | Sans opposition |

| Candidats conseiller #1  | Vote            | %               |
| ------------------------ | --------------- | --------------- |
| Bruno Marchand (Sortant) | Sans opposition | Sans opposition |

| Candidats conseiller #2  | Vote            | %               |
| ------------------------ | --------------- | --------------- |
| Marco Scrosati (Sortant) | Sans opposition | Sans opposition |

| Candidats conseiller #3 | Vote            | %               |
| ----------------------- | --------------- | --------------- |
| Diane Boulanger         | Sans opposition | Sans opposition |

| Candidats conseiller #4 | Vote            | %               |
| ----------------------- | --------------- | --------------- |
| Guy Dion                | Sans opposition | Sans opposition |

| Candidats conseiller #5 | Vote            | %               |
| ----------------------- | --------------- | --------------- |
| Yvon Therrien           | Sans opposition | Sans opposition |

| Candidats conseiller #6 | Vote            | %               |
| ----------------------- | --------------- | --------------- |
| Diane Roy (Sortante)    | Sans opposition | Sans opposition |

## Saint-Denis-de-Brompton
| Candidats pour la mairie       | Vote | %     |
| ------------------------------ | ---- | ----- |
| Mike Doyle                     | 994  | 51,45 |
| Claude Boucher (Sortant)       | 938  | 48,55 |
| Taux de participation : 65,6 % |      |       |

| Candidats district Secteur du Lac-Brompton (1) | Vote | %     |
| ---------------------------------------------- | ---- | ----- |
| Daniel Provencher (Sortant)                    | 170  | 51,52 |
| Gaetan Valiquette                              | 160  | 48,48 |

| Candidats district Secteur des Lacs-Desmarais et Petit-Lac-Brompton (2) | Vote | %     |
| ----------------------------------------------------------------------- | ---- | ----- |
| André Filteau                                                           | 183  | 55,96 |
| Jean-Guy Émond (Sortant)                                                | 144  | 44,04 |

| Candidats district Secteur du Lac-Montjoie (3) | Vote | %     |
| ---------------------------------------------- | ---- | ----- |
| Michel Parenteau (Sortant)                     | 197  | 64,38 |
| Marcel Pinard                                  | 109  | 35,62 |

| Candidats district Secteur du Village (4) | Vote | %     |
| ----------------------------------------- | ---- | ----- |
| Pierre Rhéaume                            | 237  | 63,88 |
| Danielle Noiseux-Beaudoin                 | 134  | 36,12 |

| Candidats district Secteur rural 1 (%) | Vote | %     |
| -------------------------------------- | ---- | ----- |
| Jean Samson                            | 174  | 57,62 |
| Richard Roy                            | 128  | 42,38 |

| Candidats district Secteur rural 2 (6) | Vote | %     |
| -------------------------------------- | ---- | ----- |
| Richard Brulotte                       | 158  | 58,74 |
| André Beaulac                          | 111  | 41,26 |

Élection partielle pour le poste de maire en mars 2014.
- Nécessaire en raison du décès du maire Mike Doyle 13 jours après l'élection municipale de 2013[2].

| Candidats pour la mairie       | Vote | %     |
| ------------------------------ | ---- | ----- |
| Jean-Luc Beauchemin            | 758  | 55,94 |
| Christiane Vanasse             | 597  | 44,06 |
| Taux de participation : 45,0 % |      |       |

## Saint-François-Xavier-de-Brompton
| Candidats pour la mairie       | Vote | %     |
| ------------------------------ | ---- | ----- |
| Claude Sylvain (Sortant)       | 578  | 71,45 |
| Gilles Hogue                   | 231  | 28,55 |
| Taux de participation : 47,6 % |      |       |

| Candidats conseiller #1  | Vote            | %               |
| ------------------------ | --------------- | --------------- |
| Gérard Messier (Sortant) | Sans opposition | Sans opposition |

| Candidats conseiller #2 | Vote            | %               |
| ----------------------- | --------------- | --------------- |
| Manon Jolin (Sortante)  | Sans opposition | Sans opposition |

| Candidats conseiller #3 | Vote            | %               |
| ----------------------- | --------------- | --------------- |
| Adam Rousseau (Sortant) | Sans opposition | Sans opposition |

| Candidats conseiller #4   | Vote | %     |
| ------------------------- | ---- | ----- |
| Yvon Larochelle (Sortant) | 122  | 65,59 |
| Jean-Marc Ayotte          | 64   | 34,41 |

| Candidats conseiller #5   | Vote            | %               |
| ------------------------- | --------------- | --------------- |
| Michel Frappier (Sortant) | Sans opposition | Sans opposition |

| Candidats conseiller #6 | Vote            | %               |
| ----------------------- | --------------- | --------------- |
| Yves Jolin (Sortant)    | Sans opposition | Sans opposition |

## Sainte-Anne-de-la-Rochelle
| Candidats pour la mairie | Vote            | %               |
| ------------------------ | --------------- | --------------- |
| Louis Coutu              | Sans opposition | Sans opposition |

| Candidats conseiller #1 | Vote            | %               |
| ----------------------- | --------------- | --------------- |
| Patrice Brien           | Sans opposition | Sans opposition |

| Candidats conseiller #2 | Vote | %     |
| ----------------------- | ---- | ----- |
| Denis Vel               | 166  | 64,59 |
| Clément Marois          | 91   | 35,41 |

| Candidats conseiller #3  | Vote            | %               |
| ------------------------ | --------------- | --------------- |
| Jacques Jasmin (Sortant) | Sans opposition | Sans opposition |

| Candidats conseiller #4 | Vote | %     |
| ----------------------- | ---- | ----- |
| Réal Vel (Sortant)      | 140  | 54,26 |
| France Ballard          | 118  | 45,74 |

| Candidats conseiller #5 | Vote            | %               |
| ----------------------- | --------------- | --------------- |
| Maurice Boudreau        | Sans opposition | Sans opposition |

| Candidats conseiller #6 | Vote            | %               |
| ----------------------- | --------------- | --------------- |
| Marc Gilbert            | Sans opposition | Sans opposition |

## Stoke
| Candidats pour la mairie       | Vote | %     |
| ------------------------------ | ---- | ----- |
| Luc Cayer (Sortant)            | 699  | 69,83 |
| Réjean Cazes                   | 302  | 30,17 |
| Taux de participation : 46,5 % |      |       |

| Candidats conseiller #1 | Vote            | %               |
| ----------------------- | --------------- | --------------- |
| Sylvain Paquin          | Sans opposition | Sans opposition |

| Candidats conseiller #2 | Vote | %     |
| ----------------------- | ---- | ----- |
| Sylvain Chabot          | 706  | 77,58 |
| Jacques Jr. Rouleau     | 204  | 22,42 |

| Candidats conseiller #3   | Vote            | %               |
| ------------------------- | --------------- | --------------- |
| Steeves Mathieu (Sortant) | Sans opposition | Sans opposition |

| Candidats conseiller #4 | Vote            | %               |
| ----------------------- | --------------- | --------------- |
| Lucie Gauthier          | Sans opposition | Sans opposition |

| Candidats conseiller #5 | Vote            | %               |
| ----------------------- | --------------- | --------------- |
| Daniel Dodier           | Sans opposition | Sans opposition |

| Candidats conseiller #6 | Vote            | %               |
| ----------------------- | --------------- | --------------- |
| Mario Carrier           | Sans opposition | Sans opposition |

## Ulverton
| Candidats pour la mairie | Vote            | %               |
| ------------------------ | --------------- | --------------- |
| Claude Mercier (Sortant) | Sans opposition | Sans opposition |

| Candidats conseiller #1 | Vote            | %               |
| ----------------------- | --------------- | --------------- |
| J. Pierre Bordua        | Sans opposition | Sans opposition |

| Candidats conseiller #2 | Vote            | %               |
| ----------------------- | --------------- | --------------- |
| Maurice Richard         | Sans opposition | Sans opposition |

| Candidats conseiller #3   | Vote            | %               |
| ------------------------- | --------------- | --------------- |
| Robert Bélanger (Sortant) | Sans opposition | Sans opposition |

| Candidats conseiller #4    | Vote            | %               |
| -------------------------- | --------------- | --------------- |
| Francine Masson (Sortante) | Sans opposition | Sans opposition |

| Candidats conseiller #5   | Vote            | %               |
| ------------------------- | --------------- | --------------- |
| Claude Lefebvre (Sortant) | Sans opposition | Sans opposition |

| Candidats conseiller #6 | Vote            | %               |
| ----------------------- | --------------- | --------------- |
| Henri Conard (Sortant)  | Sans opposition | Sans opposition |

## Val-Joli
| Candidats pour la mairie       | Vote | %     |
| ------------------------------ | ---- | ----- |
| Rolland Camiré                 | 252  | 39,94 |
| Laurent Tremblay (Sortant)     | 223  | 35,34 |
| André Therrien                 | 156  | 24,72 |
| Taux de participation : 49,3 % |      |       |

| Candidats conseiller #1 | Vote | %     |
| ----------------------- | ---- | ----- |
| Sylvain Côté (Sortant)  | 355  | 57,72 |
| Karl L'Étoile           | 260  | 42,28 |

| Candidats conseiller #2  | Vote            | %               |
| ------------------------ | --------------- | --------------- |
| Philippe Verly (Sortant) | Sans opposition | Sans opposition |

| Candidats conseiller #3 | Vote | %     |
| ----------------------- | ---- | ----- |
| Gilles Perron           | 292  | 46,79 |
| Michel Maurice          | 225  | 36,06 |
| Sébastien Grimard       | 107  | 17,15 |

| Candidats conseiller #4 | Vote            | %               |
| ----------------------- | --------------- | --------------- |
| Raymond Côté (Sortant)  | Sans opposition | Sans opposition |

| Candidats conseiller #5 | Vote            | %               |
| ----------------------- | --------------- | --------------- |
| Stéphane Robidas        | Sans opposition | Sans opposition |

| Candidats conseiller #6 | Vote | %     |
| ----------------------- | ---- | ----- |
| Josiane Perron          | 329  | 53,24 |
| Simon Verville          | 289  | 46,76 |

## Valcourt (municipalité de canton)
| Candidats pour la mairie    | Vote            | %               |
| --------------------------- | --------------- | --------------- |
| Patrice Desmarais (Sortant) | Sans opposition | Sans opposition |

| Candidats conseiller #1 | Vote            | %               |
| ----------------------- | --------------- | --------------- |
| Réjean Duchesneau       | Sans opposition | Sans opposition |

| Candidats conseiller #2 | Vote            | %               |
| ----------------------- | --------------- | --------------- |
| Mario Gagné (Sortant)   | Sans opposition | Sans opposition |

| Candidats conseiller #3 | Vote            | %               |
| ----------------------- | --------------- | --------------- |
| Gilles Alain (Sortant)  | Sans opposition | Sans opposition |

| Candidats conseiller #4     | Vote | %     |
| --------------------------- | ---- | ----- |
| Gaétane Lafrance (Sortante) | 153  | 60,00 |
| Lionel Gravel (Sortant)     | 102  | 40,00 |

| Candidats conseiller #5       | Vote            | %               |
| ----------------------------- | --------------- | --------------- |
| Bertrand Bombardier (Sortant) | Sans opposition | Sans opposition |

| Candidats conseiller #6     | Vote            | %               |
| --------------------------- | --------------- | --------------- |
| Michel Daigneault (Sortant) | Sans opposition | Sans opposition |

## Valcourt (ville)
| Candidats pour la mairie | Vote            | %               |
| ------------------------ | --------------- | --------------- |
| Renald Chênevert         | Sans opposition | Sans opposition |

| Candidats conseiller #1 | Vote            | %               |
| ----------------------- | --------------- | --------------- |
| Benoit Savard (Sortant) | Sans opposition | Sans opposition |

| Candidats conseiller #2 | Vote | %     |
| ----------------------- | ---- | ----- |
| Marie-Eve Roger         | 283  | 63,31 |
| Isabelle Pelletier      | 164  | 36,69 |

| Candidats conseiller #3  | Vote            | %               |
| ------------------------ | --------------- | --------------- |
| Daniel Lacroix (Sortant) | Sans opposition | Sans opposition |

| Candidats conseiller #4 | Vote            | %               |
| ----------------------- | --------------- | --------------- |
| Lise Bolduc (Sortante)  | Sans opposition | Sans opposition |

| Candidats conseiller #5 | Vote | %     |
| ----------------------- | ---- | ----- |
| Dany St-Amand           | 235  | 52,22 |
| Suzanne Houle           | 215  | 47,78 |

| Candidats conseiller #6 | Vote            | %               |
| ----------------------- | --------------- | --------------- |
| Julien Bussières        | Sans opposition | Sans opposition |

## Windsor
| Candidats pour la mairie | Vote            | %               |
| ------------------------ | --------------- | --------------- |
| Sylvie Bureau (Sortante) | Sans opposition | Sans opposition |

| Candidats conseiller #1  | Vote            | %               |
| ------------------------ | --------------- | --------------- |
| David Fournier (Sortant) | Sans opposition | Sans opposition |

| Candidats conseiller #2 | Vote | %     |
| ----------------------- | ---- | ----- |
| Mario Leclerc (Sortant) | 878  | 56,25 |
| Alain Gagné             | 683  | 43,75 |

| Candidats conseiller #3   | Vote | %     |
| ------------------------- | ---- | ----- |
| Hervé Vallières (Sortant) | 842  | 53,63 |
| Sylvia Wheeler            | 728  | 46,37 |

| Candidats conseiller #4   | Vote | %     |
| ------------------------- | ---- | ----- |
| Solange Richard           | 849  | 54,25 |
| Aurore Milette (Sortante) | 716  | 45,75 |

| Candidats conseiller #5    | Vote            | %               |
| -------------------------- | --------------- | --------------- |
| Gaétan Graveline (Sortant) | Sans opposition | Sans opposition |

| Candidats conseiller #6 | Vote            | %               |
| ----------------------- | --------------- | --------------- |
| Alain Beaudin (Sortant) | Sans opposition | Sans opposition |